# Municipio de Montgomery (condado de Indiana)
El municipio de Montgomery (en inglés, Montgomery Township) es un municipio del condado de Indiana, Pensilvania, Estados Unidos. Tiene una población estimada, a mediados de 2021, de 1434 habitantes.

## Geografía
Está ubicado en las coordenadas 40°45′58″N 78°51′21″O / 40.76611, -78.85583 (40.766045, -78.855965).

## Demografía
Según la Oficina del Censo, en 2000 los ingresos medios de los hogares eran de $27,298 y los ingresos medios de las familias eran de $31,786. Los hombres tenían ingresos medios por $26,033 frente a los $19,500 que percibían las mujeres. Los ingresos per cápita eran de $12,015. Alrededor del 19.6% de la población estaba por debajo del umbral de pobreza.
De acuerdo con la estimación 2016-2020 de la Oficina del Censo, los ingresos medios de los hogares son de $50,537 y los ingresos medios de las familias son de $67,500. Alrededor del 7.0% de la población está por debajo del umbral de pobreza.

## Gobierno
El municipio está gobernado por una Junta de tres Supervisores, que en 2022 son William M. Burba, Edward Freno y Kevin Penrose.